# محمد بيروتي
محمد بيروتي (من مواليد 29 يناير 1976) هو لاعب كرة قدم سوري سابق لعب لصالح منتخب سوريا لكرة القدم.